# Monte Verità
Monte Verità, il cui nome, in origine, è monte Monescia, è una collina sopra Ascona, nel Canton Ticino, Svizzera. Ha assunto il nome Monte Verità nei primi decenni del XX secolo quando vi è stata fondata una comunità eterogenea di persone accomunate da aspirazioni e ideali utopisti, vegetariani, naturisti, teosofici, anarchici.

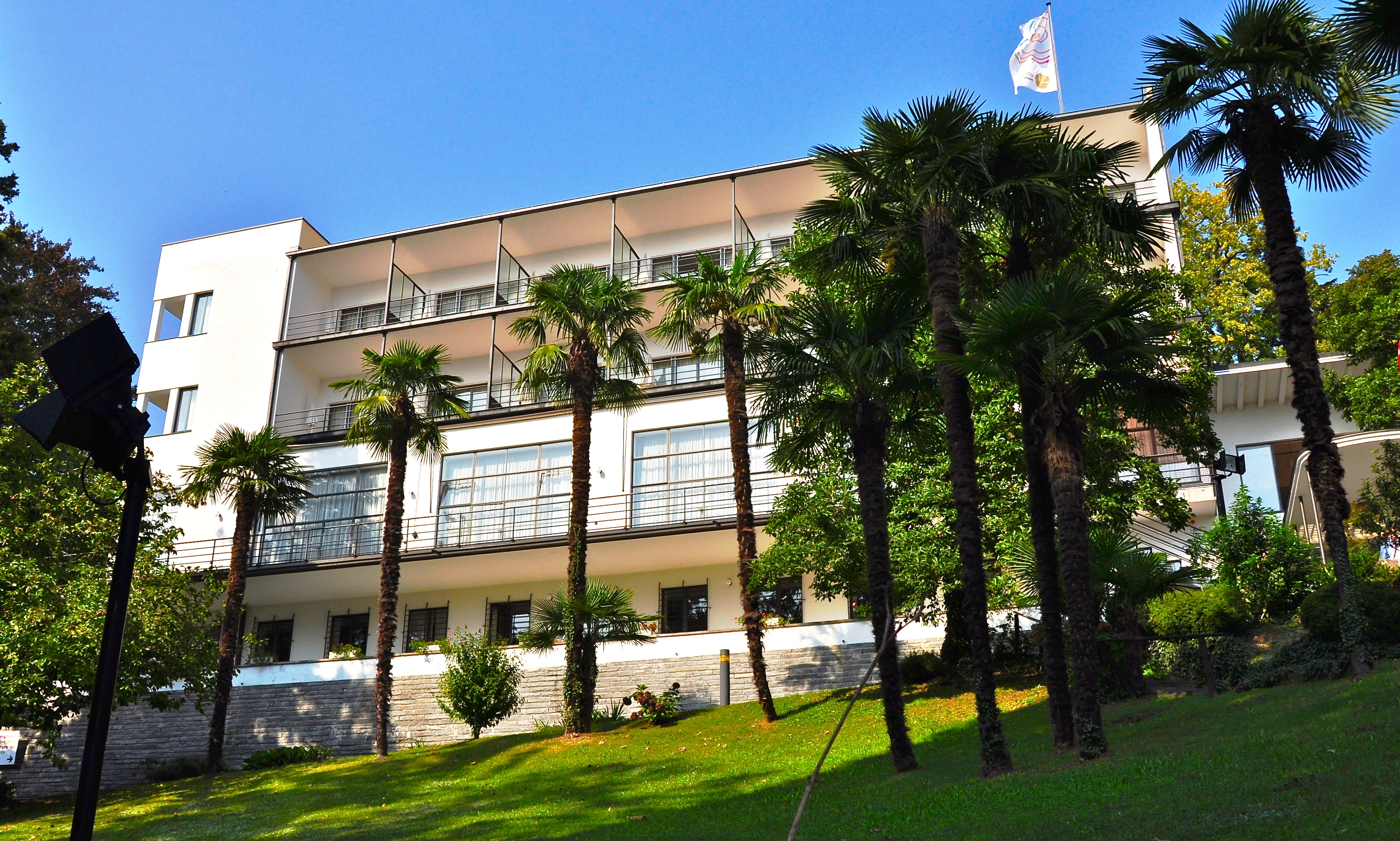
Albergo Monte Verità

## Storia
Nel 1899 Henri Oedenkoven, un olandese originario di Anversa figlio di ricchi industriali, frequentatore della colonia di Arnold Rikli nelle adiacenze di Monaco, decide con altri compagni, Ida Hofmann (insegnante di pianoforte del Montenegro), Karl Gräser (ufficiale dell'armata austriaca) con il fratello Gustavo, Lotte Hattemer (berlinese) e altri, di cercare un posto più a sud per fondare uno stabilimento vegetariano-nudista. L'idea era di vivere in modo meno artificioso e più sano da un punto di vista fisico e morale.
Oedenkoven assicurò che avrebbe messo a disposizione i fondi necessari alla realizzazione del progetto e gli interessati si diedero a cercare il luogo ideale, muovendosi a piedi, già adattandosi così al nuovo stile di vita. I terreni furono individuati nella regione di Ascona e furono acquistati nel 1900. Qui vennero proposti soggiorni a quanti volevano cambiare stile di vita con un'attenzione terapeutica rivolta al benessere del corpo e dello spirito. Gli ospiti si vestivano con una sorta di camicione, o sai, spesso portavano i capelli lunghi e non curati (si veda la voce Balabiott), predicavano la vita a contatto con la natura e spesso praticavano le loro attività, tra cui la coltivazione dell'orto, in tenuta adamitica. Costruivano anche semplici ed essenziali casette di legno "aria e luce". Il regime alimentare era strettamente vegetariano. Avevano un culto della vita rurale e primitiva che consideravano come una rivolta anti-industriale, libera dalle convenzioni sociali, una forma di religiosità naturistica.
La colonia è visitata da numerose personalità di fama internazionale, alcune delle quali vi risiedettero anche per un certo periodo: Carl Gustav Jung, Károly Kerényi, Erich Maria Remarque, Hermann Hesse, Filippo Franzoni, Marianne Werefkin, Alexej Jawlensky, Otto Gross, Franz Kafka, Paul Tillich, David Herbert Lawrence, Michael Balint, Isadora Duncan, Max Brod.
Nel 1920 Ida Hofmann e il compagno Henri Oedenkoven emigrano in Brasile per rifondare una nuova colonia. Di loro non si saprà più nulla. Lasciano la gestione del luogo agli artisti Werner Ackermann, Max Bethke, Hugo Wilkens e William Werner.
Nel 1926 il Monte Verità viene acquistato dal barone Eduard von der Heydt, banchiere dell'ex-imperatore tedesco Guglielmo II e uno dei più grandi collezionisti di arte contemporanea, orientale e primitiva.
Nel 1928 il barone Eduard von der Heydt fece poi costruire il nuovo albergo, in puro stile Bauhaus, dall'architetto tedesco Emil Fahrenkamp, dando così impulso a un nuovo corso nel destino architettonico ed estetico di un luogo da sempre eterogeneo come i personaggi e gli influssi che vi sono gravitati.
Alla morte del barone Eduard von der Heydt nel 1964, il Monte Verità diventa proprietà del Cantone Ticino grazie al testamento da lui lasciato, nel quale si afferma che il Monte Verità deve diventare un luogo di manifestazioni culturali.
Nel 1978 fu organizzata ad Ascona, sulle Isole di Brissago e nella villa teosofica Casa Anatta, la mostra di Harald Szeemann sulla storia del Monte Verità, sotto forma di "opera d'arte totale" e secondo il modello strutturale della dea dalle molte mammelle.
Nel 1981 è inaugurato il Museo Casa Anatta usando il materiale della mostra di Szeemann.
Nel 1986 si realizzò l'esposizione "Da Merées a Picasso - capolavori dal museo" all'albergo Monte Verità, al Museo d'arte moderna e al Centro culturale Beato Berno di Ascona. Questa mostra comprende i quadri provenienti dal museo Von der Heydt di Wuppert che prima risiedevano al Monte Verità, quando il barone Von der Heydt vi risiedeva.
Nel 1987 vi fu l'inaugurazione del terzo museo del Monte Verità contenente il dipinto rotondo "Il chiaromondo dei beati" di Elisar von Kupffer, detto Elisarion.
Nel 1990 il Monte Verità viene trasformato in un Centro seminariale, gestito dalla Fondazione Monte Verità e dal Centro Stefano Franscini, legato al Politecnico federale (ETH) di Zurigo.
Nel 2006 fu prodotto un film documentario sulla figura di Gusto Gräser, dal titolo di "L'eremita del Monte Verità", girato dal regista svizzero Christoph Kühn.
Nel 2007 inizio dei lavori di restauro dell’albergo Bauhaus e riapertura del campo da tennis.
Nel 2008 l’albergo Bauhaus diventa membro di “Swiss Historic Hotel”.
Nel 2009 ci sono stati i festeggiamenti dei 20 anni di attività della Fondazione Monte Verità e Centro Stefano Franscini alla presenza di numerose personalità illustri e del premio Nobel per la chimica Kurt Wüthrich.
Nel 2011 è stata creata la terrazza panoramica sul tetto dell’albergo Bauhaus.
Nel 2013 l’albergo Bauhaus viene designato quale albergo storico dell'anno 2013 dal comitato ICOMOS.
Nel 2014 è stato effettuato il restauro e inaugurazione di Casa Selma, tipica capanna aria-luce dei vegetariani. Inizia il restauro di Casa dei Russi (Russenhaus), così chiamata per aver ospitato numerosi studenti russi rifugiatisi in Svizzera dopo il fallimento della rivoluzione russa del 1905. Il Centro congressuale diventa membro di “Inspiring Meeting Hotels”.
Nel 2015 si festeggia il venticinquesimo della Fondazione Monte Verità con una giornata di porte aperte del centro in presenza di autorità politiche e accademiche. Riapre inoltre, dopo il restauro, la Casa dei Russi, utilizzata come spazio espositivo per mostre e installazioni artistiche. Iniziano i lavori di restauro del Museo Casa Anatta. Il parco del monte Verità diventa parte della rete “Gardens of Switzeland”. Viene creata l’applicazione per smartphone e tablet “Mediaguide Monte Verità”, una guida multimediale per scoprire la storia del Monte Verità.
Nel 2017 riapre Casa Anatta.

## Galleria d'immagini

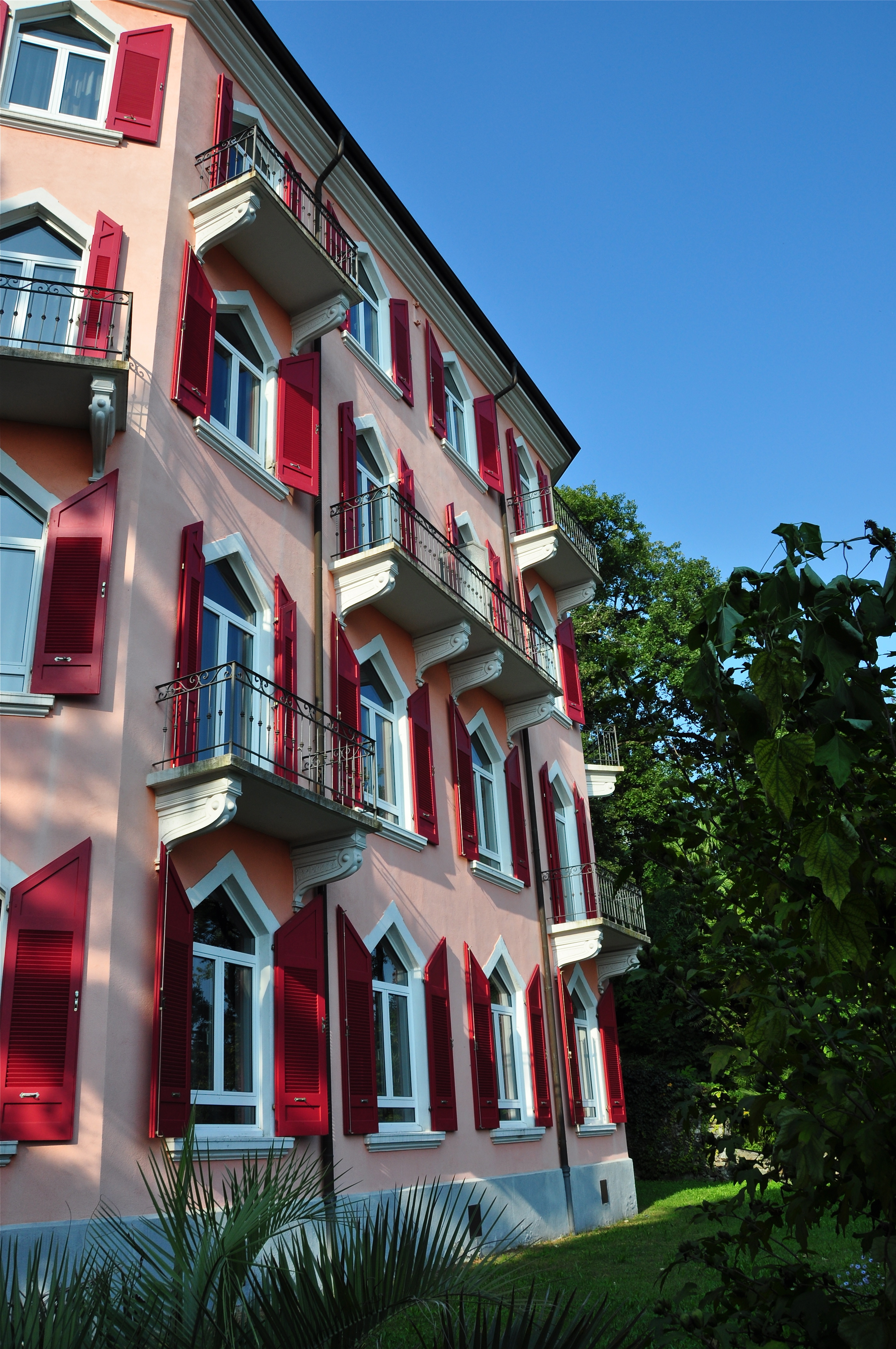
Villa Semiramis
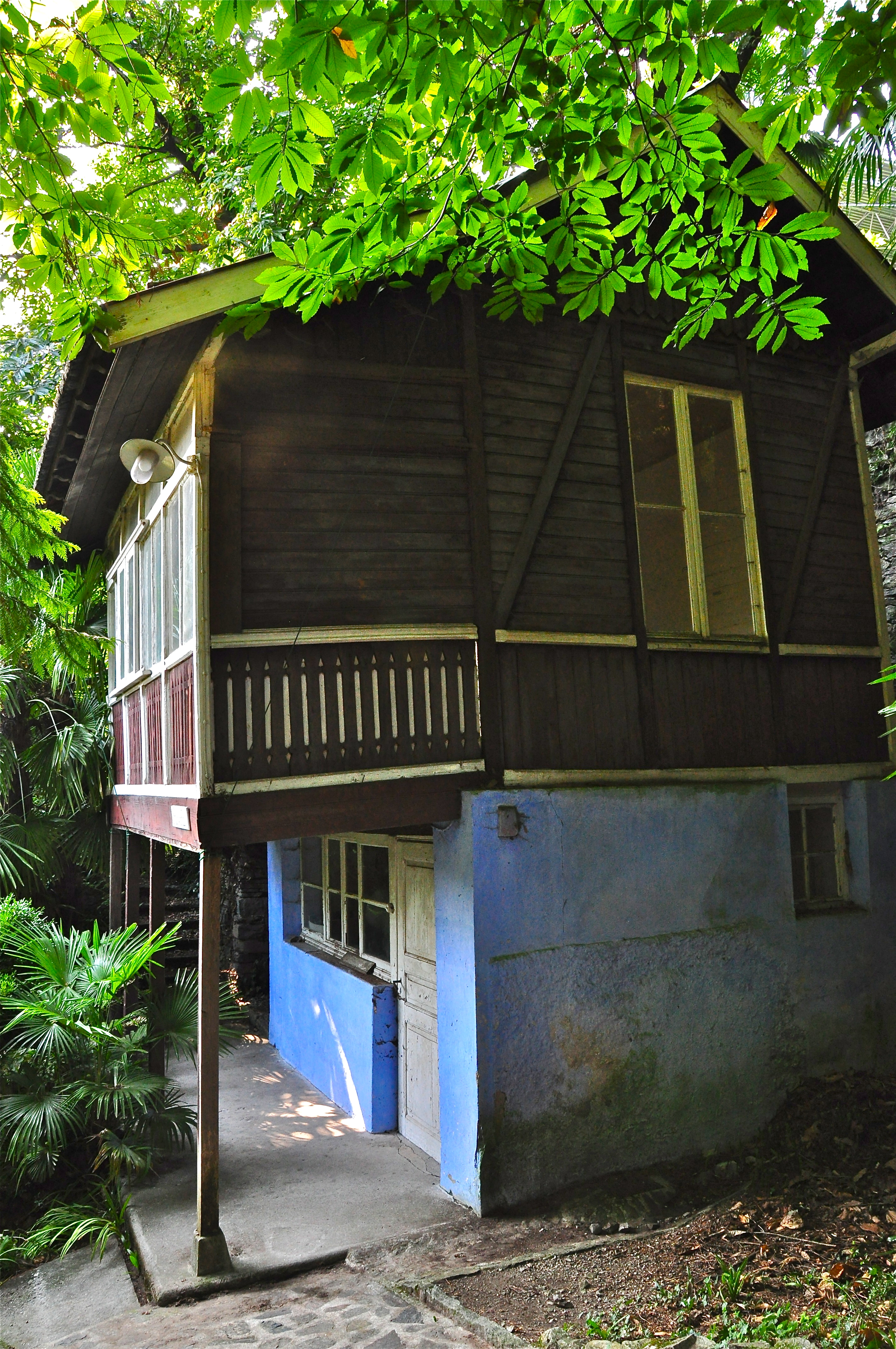
Casa dei Russi (Russenhaus)
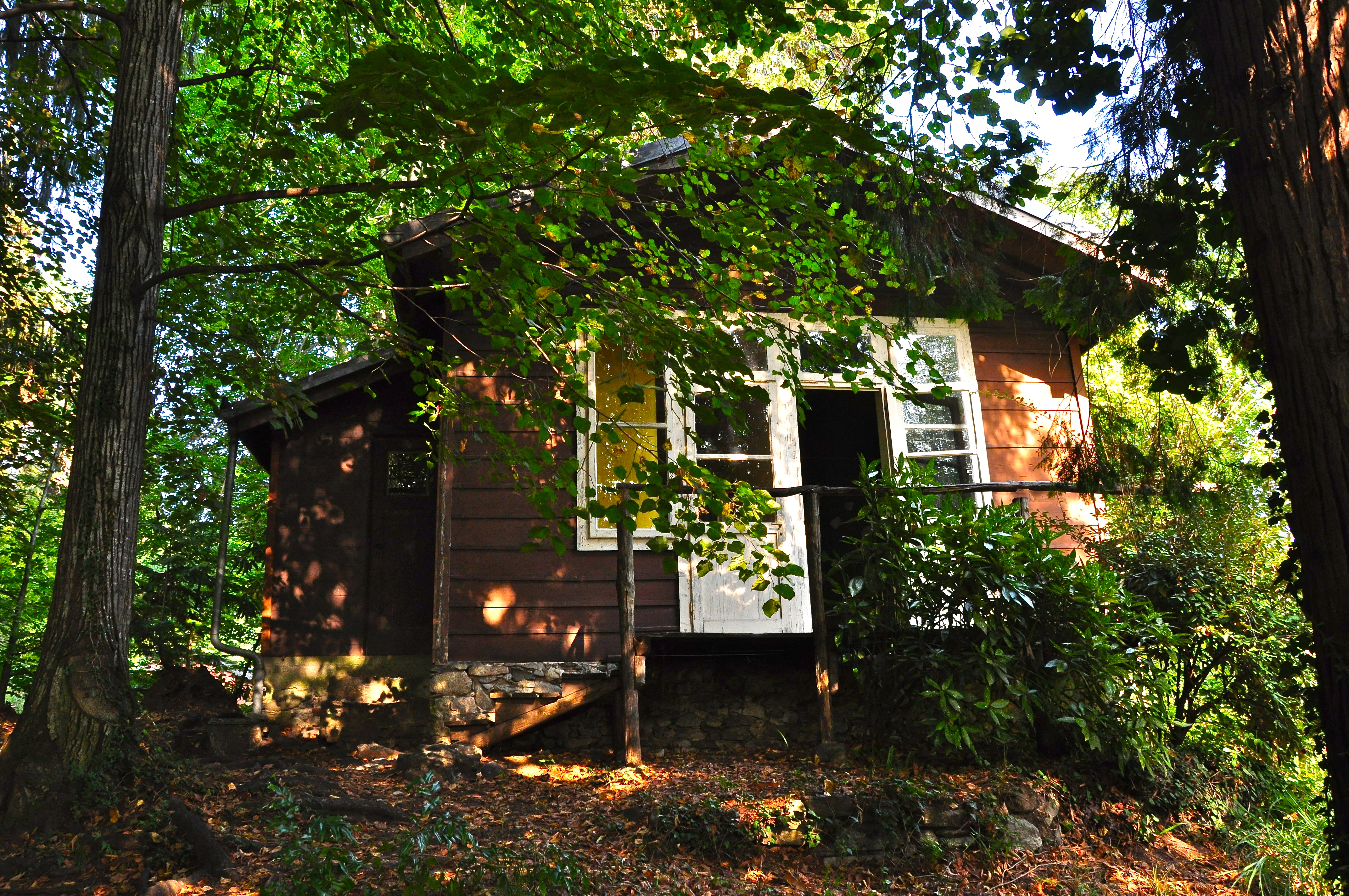
Museo Casa Selma
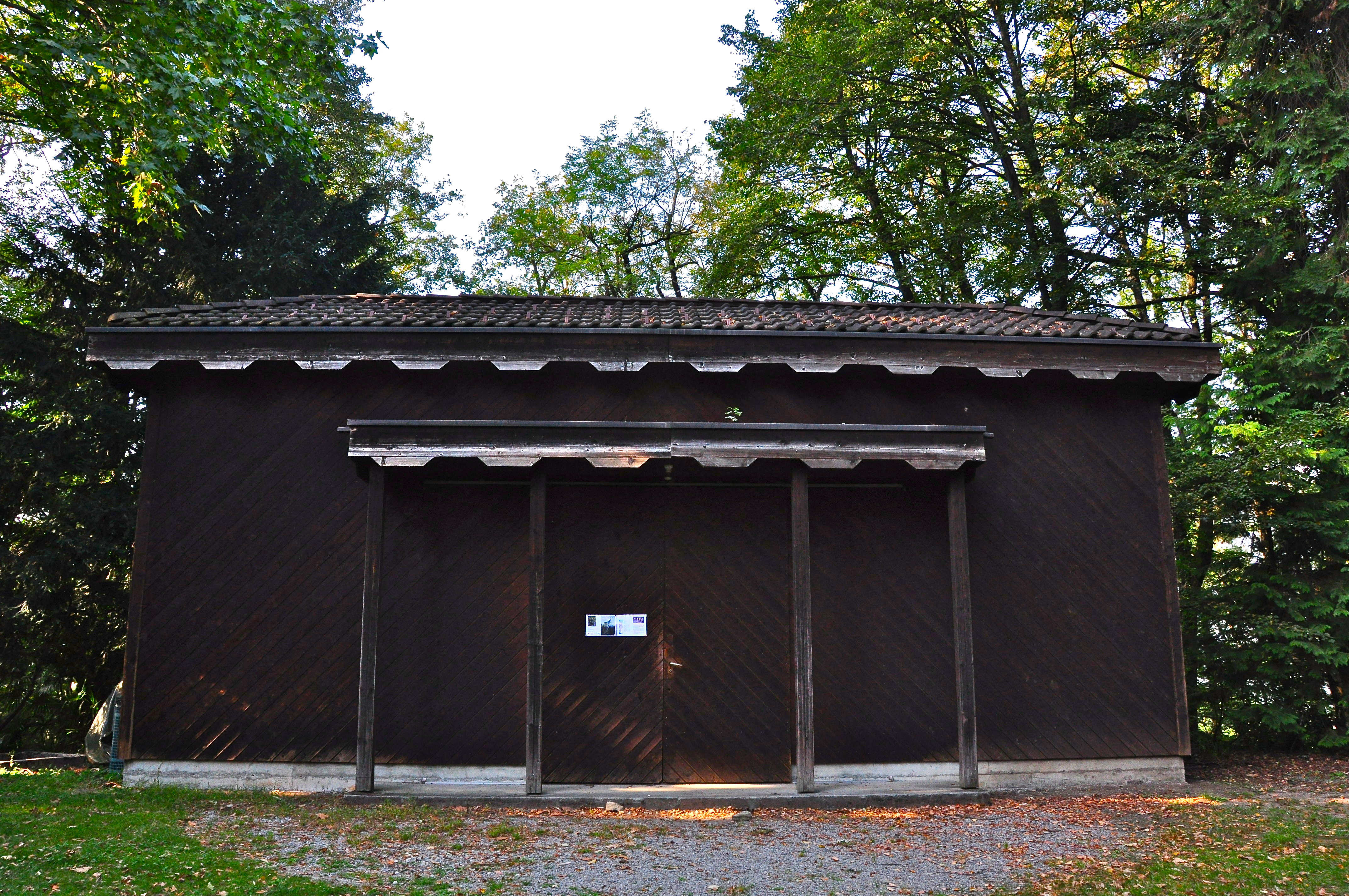
Elisarion
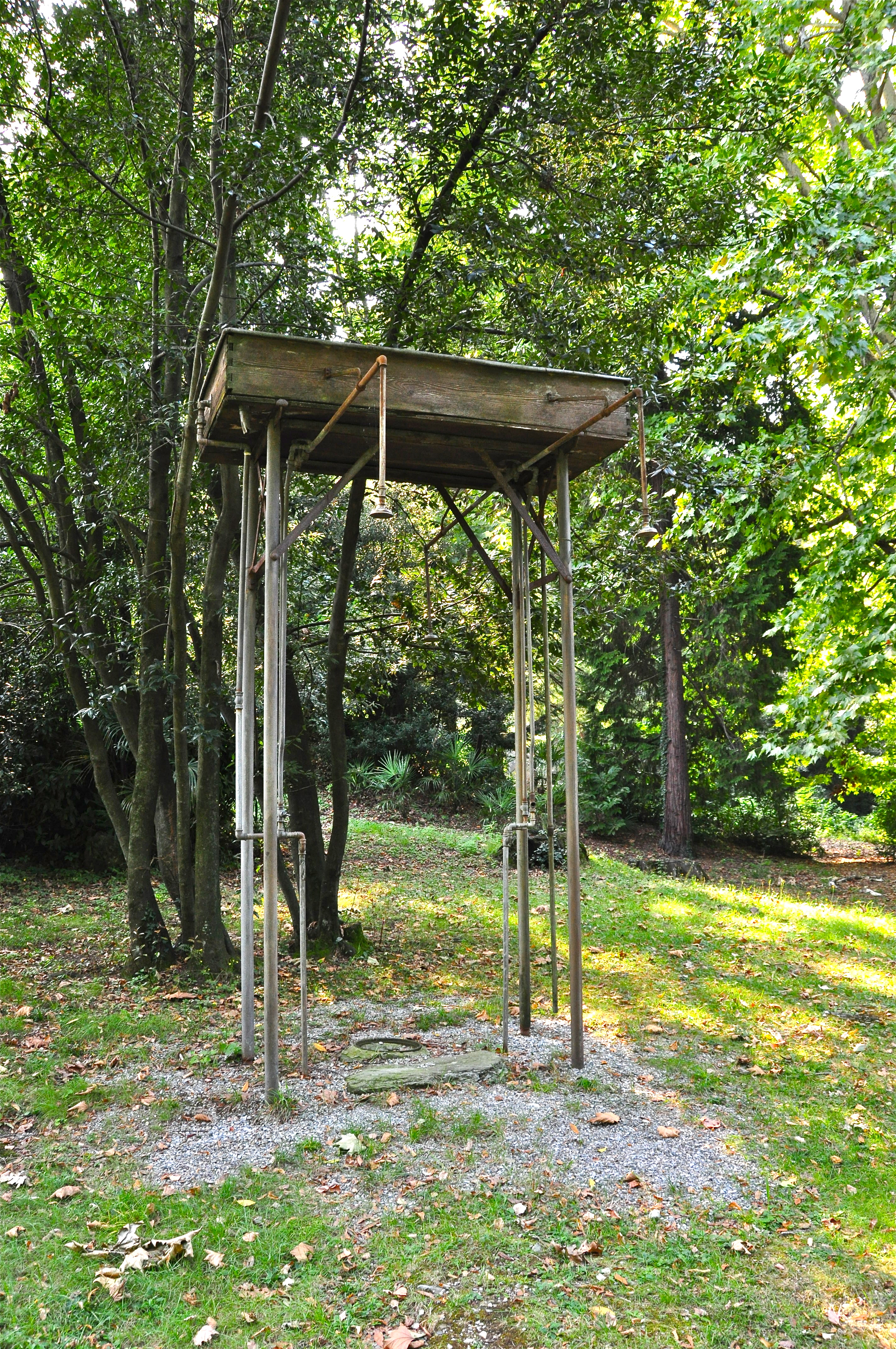
L'antico impianto per la doccia